# El Hassaine
El Hassaine (em árabe: الحسيان) é uma cidade e comuna localizada na província de Mostaganem, Argélia. De acordo com o censo de 2008, a população total da cidade era de 9 680 habitantes.